# Saint-Germain-Beaupré
Saint-Germain-Beaupré è un comune francese di 423 abitanti situato nel dipartimento della Creuse nella regione della Nuova Aquitania.

## Società

### Evoluzione demografica
Abitanti censiti